# Saint-Étienne-de-Lisse
Saint-Étienne-de-Lisse is een gemeente in het Franse departement Gironde (regio Nouvelle-Aquitaine) en telt 315 inwoners (2004). De plaats maakt deel uit van het arrondissement Libourne.

## Geografie
De oppervlakte van Saint-Étienne-de-Lisse bedraagt 7,0 km², de bevolkingsdichtheid is 45,0 inwoners per km².
De onderstaande kaart toont de ligging van Saint-Étienne-de-Lisse met de belangrijkste infrastructuur en aangrenzende gemeenten.

## Demografie
Onderstaande figuur toont het verloop van het inwonertal (bron: INSEE-tellingen).